# سرخوني (بهمئي غرمسيري الجنوبي)
سرخوني (بالفارسية: سرخونی) هي قرية تقع في إيران في قسم بهمئي غرمسیري الجنوبي الريفي. يقدر عدد سكانها بـ 37 نسمة .